# Pterostylis conferta
Pterostylis conferta är en orkidéart som först beskrevs av David Lloyd Jones, och fick sitt nu gällande namn av G.N.Backh. Pterostylis conferta ingår i släktet Pterostylis och familjen orkidéer. Inga underarter finns listade i Catalogue of Life.